# Northern Immigration Detention Centre

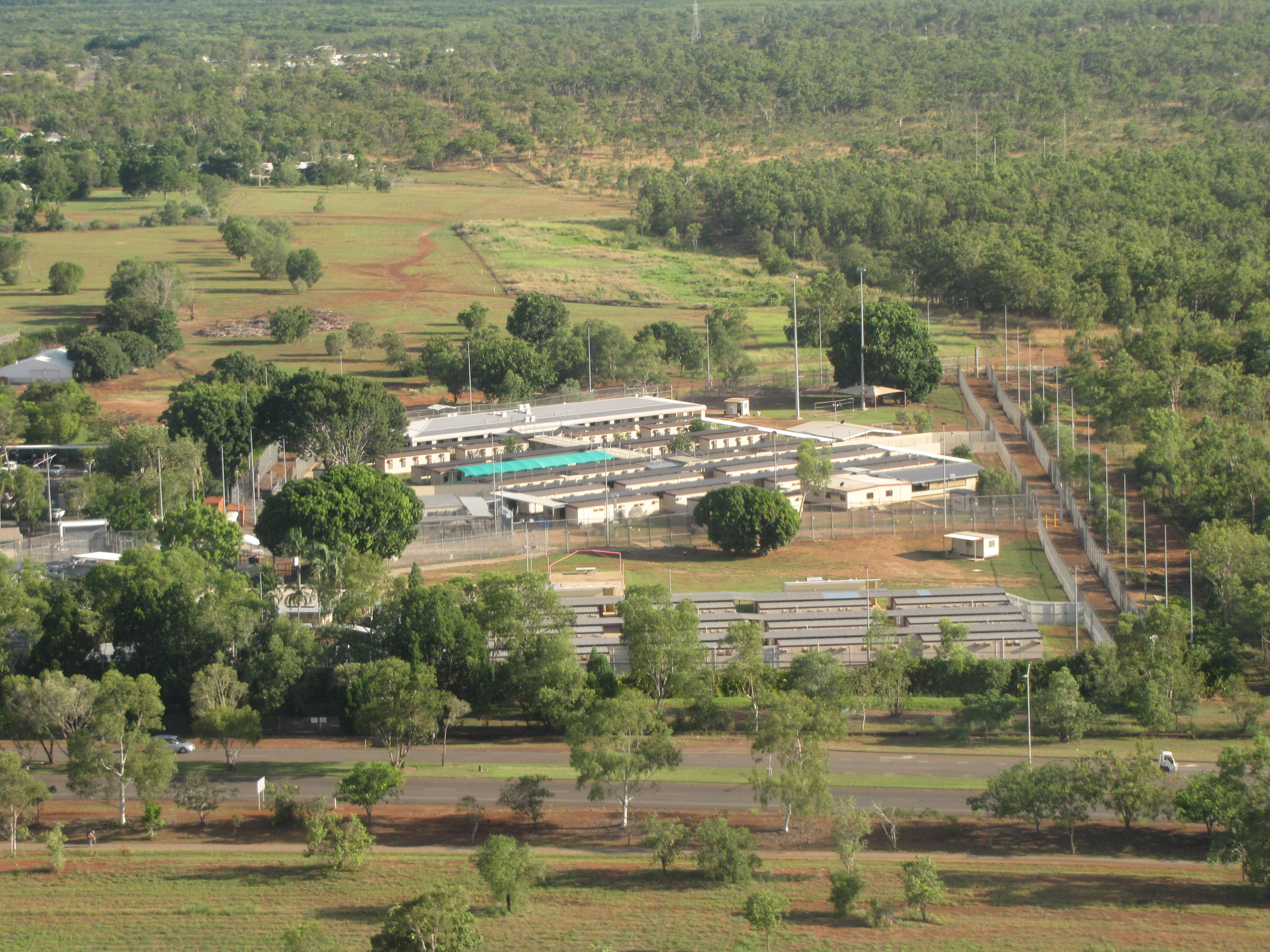
Das Northern Immigration Detention Centre (April 2010)

Das Northern Immigration Detention Centre, auch Immigration Detention Darwin genannt, befindet sich in Berrimah, eine Vorstadt von Darwin im Northern Territory, Australien.
Dieses 2001 entstandene Internierungslager, das östlich von Darwin liegt, ist ein Produkt der Migrations- und Asylpolitik Australiens, die eine Null-Toleranz-Politik betreibt, die sogenannte Operation Sovereign Borders. Im Rahmen dieser Politik können Schiffe mit Flüchtlingen bereits auf hoher See abgefangen und zur Umkehr gezwungen werden. Die Boatpeople, die Australien erreichen, werden in Einwanderungshaft genommen.
Dieses Zentrum selbst besteht nicht nur aus dem eigentlichen Lager, sondern aus mehreren Gebäuden in Darwin, in der die verhafteten Boatpeople, Schleuser und illegalen Fischer untergebracht werden.
Anfang Mai 2014 gab die australische Regierung unter Tony Abbott bekannt, dass sechs australische Internierungslager geschlossen werden. Darunter war auch das Northern Immigration Detention Centre mit seinen Außenstellen, das im Juni 2014 seinen Betrieb einstellte. Als Grund hierfür nannte die Regierung die rückläufigen Zahlen und den Erfolg ihrer Politik stop the boats.

## Unterbringung und Insassen
Das Internierungslager in Berriwah liegt in einem Vorort, der von Industriebauten geprägt ist. Dies Lager, das im August 2001 in Betrieb genommen wurde, verwaltet weitere vier Standorte in Darwin.
Als die Menschenrechtskommission vom 6. bis 10. September 2010 das Lager und die weiteren Gebäude aufsuchte, konnten 783 asylsuchende Personen gezählt werden, darunter 468 Männer, 67 Frauen und 248 begleitete Kinder und unbegleitete Jugendliche.
Die meisten Lagerinsassen waren Boatpeople, sowie verhaftete indonesische Schleuser und Fischer, Letztere waren wegen illegaler Fischerei in australischen Gewässern verhaftet worden. Die größte Gruppe unter den Boatpeople waren die Afghanen, gefolgt von Indonesiern, Iranern und Irakern. Es gab auch Asylsuchende aus Sri Lanka, Burma und etwa 100, die angegeben haben, dass sie staatenlos seien.
Zum Zeitpunkt des Besuchs der Menschenrechtskommission waren 80 Prozent der 783 Personen länger als 3 Monate in Einwanderungshaft und der Rest länger als sechs Monate. 20 Personen waren länger als 9 Monate interniert. Die meisten Boatpeople waren zuerst im Christmas Island Immigration Reception and Processing Centre untergebracht und wurden anschließend nach Darwin gebracht.

### Northern Immigration Detention Centre
Das Northern Immigration Detention Centre in Berrimah ist ein Hochsicherheitsbereich, der innerhalb einer doppelt umzäunten, militärischen Anlage liegt, früher HMAS Coonawarra genannt. Das Internierungslager hat eine Kapazität zur Unterbringung von 500 Männern. Das Zentrum ist in eine Nord- und Südzone aufgeteilt, die durch einen elektrisch geladenen Zaun getrennt sind. Die jeweiligen Zonen sind durch drei separate Lager mit demontierbaren Gebäuden aufgeteilt. 2008 wurde ein multifunktionaler Gebäudekomplex im Lager gebaut, der auch in der Lage sein soll, den in diesem Gebiet häufig saisonal auftretenden Zyklonen zu widerstehen. Als das Lager von der Australischen Menschenrechtskommission aufgesucht wurde, waren 397 Personen untergebracht, darunter 151 Indonesier, Mannschaftsmitglieder der Schiffe.

### Berrimah House
Das Berrimah House ist ein Bereich mit einer niedrigen Sicherheitsstufe, das zwar außerhalb, aber nah am Lager liegt. Dieses Gebäude wurde in der Zeit von 2008 bis 2009 gebaut. In ihm werden die unbegleiteten Kinder festgehalten. Die Kapazität beträgt 16 Personen in 4 Schlafräumen. Des Weiteren befindet sich dort das Gebäude das Büro von Serco, eine private Sicherheitsfirma, die im Auftrag der australischen Bundesregierung das Lager verwaltet. Weitere Räume sind ein Gemeinschaftsbaderaum, Gemeinschaftsraum mit angeschlossener Küche, Ess- und ein Aufenthaltsraum für Aktivitäten. Zum Zeitpunkt des Aufenthalts der Australischen Menschenrechtskommission waren 15 Personen in diesem Gebäude im Alter von 11 bis 17 Jahren untergebracht. Alle waren Kinder von Mitgliedern der Bootsmannschaften, die die Boatpeople schleusten.

### Airport Lodge

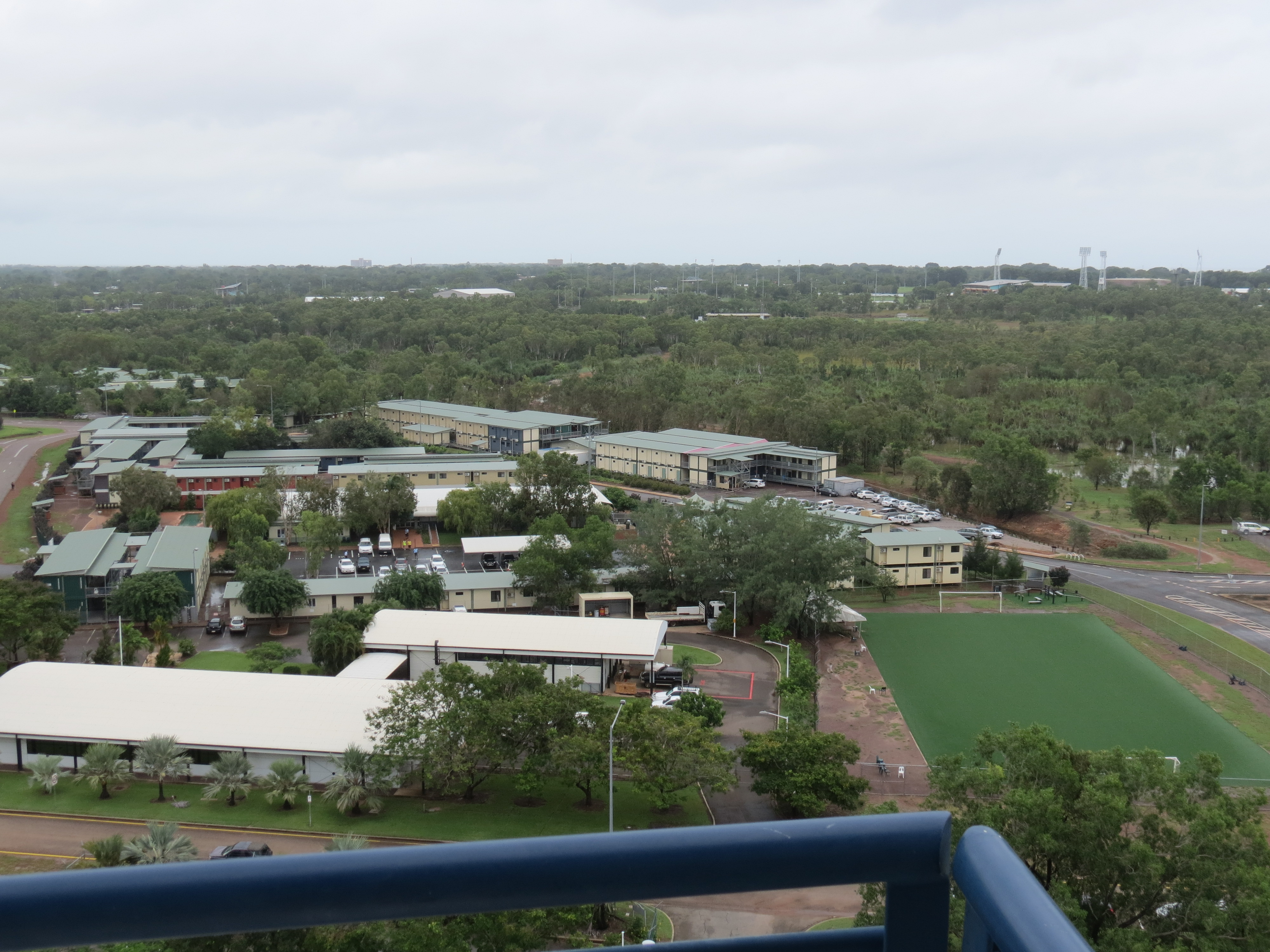
Das Gebäude in der Bildmitte und das rechts liegende Footballfeld bilden die Airport Lodge (März 2012)

Die Airport Lodge, neuerdings auch Darwin Alternative Place of Detention oder Darwin Airport Immigration Centre genannt, ist ein Sicherheitsbereich mit niedriger Einstufung, der nahe am Darwin International Airport liegt. Es handelt sich um ein gemietetes Gebäude und wird mit unbegleiteten Jugendlichen sowie mit Familien mit Kindern belegt. Es hatte damals eine Kapazität für 200 Personen, die bis auf 400 erweitert werden soll. Belegt war es mit 194 Personen, darunter 143 Kinder. Das Alter von 35 der begleiteten Kinder reichte von 8 Monaten bis 17 Jahre und das der 108 unbegleiteten Jugendlichen von 13 bis 17 Jahre.

### Asti Motel
Das Asti Motel ist ein angemieteter Niedrigsicherheitsbereich, das nahe am Zentrum von Darwin liegt, der zur Unterbringung von unbegleiteten Kindern und Familien mit Kindern genutzt wird. 2010 waren 174 Personen mit 87 Kindern untergebracht. Es waren begleitete Kinder im Alter von sechs Wochen und 17 Jahren, und 42 unbegleitete Jugendliche im Alter von 14 bis 17 Jahre. Damals war das ‚’Asti Motel’’ voll belegt.

### Botanic Gardens Apartments
Die Botanic Gardens Apartments waren seinerzeit im Zentrum von Darwin angemietet. Zum Zeitpunkt des Besuchs der Menschenrechtskommission waren dort drei unbegleitete indonesische Jugendliche untergebracht, zwei waren Mitglieder von indonesischen Schiffsbesatzungen und einer ein illegaler Fischer. Die Apartments haben eine Küche, in der sie auch Essen zu sich nehmen können, Aufenthaltsmöglichkeiten und einen Waschraum. Die Apartments dienen der Unterbringung der Jugendlichen, wenn sie an Erholungsaktivitäten teilnehmen.

## Lagersituation und aktuelle Belegung
Die Lagerverwaltung berichtete, dass es bis zum Zeitpunkt der Ankunft der Menschenrechtskommission 21 Fälle von Selbstverletzungen im Lager gegeben habe. Der Kommission wurde auch berichtet, dass es Hungerstreiks gegeben habe. Zahlreiche Hungerstreiks sind dokumentiert.
Am 30. August 2010 kam es zu einem Aufruhr und 100 Lagerinsassen kletterten auf die Dächer. Am darauf folgenden Tag flüchteten etwa 90 Afghanen aus dem Lager und unternahmen einen Protestmarsch auf dem naheliegenden Stuart Highway. Beispielsweise gab es im Jahr 2012 streikende Asylsuchende, die sich 600 bis 700 Tage im Hungerstreik befanden und im Jahr 2015 hungerstreikten 15 asylsuchende Iraner.
Wie auch in den anderen Internierungslagern in Australien gibt es Unruhen und Proteste. Die Ursache dafür liegen in den langen Aufenthalten in den Lagern, die lange dauernde Bearbeitung von Asylanträgen, die gefängnisartige Unterbringung und die geringen Betätigungsmöglichkeiten. Zudem können sich die Insassen nicht außerhalb der Lager bewegen und die Kommunikationswege nach draußen sind eingeschränkt. Die Insassen können lediglich mit den Immigrationsbehörden in Verbindung treten und ein Rechtsweg gegen eine ablehnende Entscheidung ist ausgeschlossen.
Seit Juni 2014 wird das Lager nicht mehr belegt.